# NHK杯テレビ囲碁トーナメント
NHK杯テレビ囲碁トーナメント（NHKはいテレビいごトーナメント）は日本放送協会及び日本棋院が主催する囲碁の棋戦である。創設当初から第40回（1992年度）までは「NHK杯争奪 囲碁トーナメント」と称されていた。早碁のトーナメント方式で、優勝者には「NHK杯選手権者」（略称「NHK杯」）の称号が贈られ、次期の優勝者にその称号が贈られるまで主にNHKの囲碁番組内などで呼称される。棋譜はNHK出版のテキスト『NHK囲碁講座』に掲載されるほか、放送の翌日頃にNHKの公式サイトでも勝敗結果とともに掲載される。

## 創設と歴史
NHKは放送の伝達手段がラジオしかなかった1946年（昭和21年）、R2で囲碁の放送を始めた。毎週日曜日の午後1時から囲碁講座と大手合の好局の解説を始め、やがて本因坊戦や十番碁も取り上げるようになり、囲碁が定期的に放送されることになった。

特別番組として散発的にスタジオでの対局も行われていたが、1953年（昭和28年）、旧東京日日新聞在職中に実力制本因坊戦を企画し将棋のNHK杯争奪早指しトーナメントも提案した経営委員阿部眞之助の肝入りで本棋戦が開始された。
第1回は8人の出場者により、持時間50分、秒読み30秒で行い、毎週1時間ずつ、2週に分けて放送。島村利博が優勝した。また第2回までで黒番が12勝2敗と優位であったため、第3回からはコミが4目半から5目半に改められた。なお、コミは第51回以降、さらに6目半に改められた。1956年には放送時間が30分となり、持時間も25分に短縮された。
阿部が第9代NHK会長に就任した後の1961年（昭和36年）4月、NHKにおける初めての囲碁のテレビ放送として高川格とアマ本因坊村上文祥によるプロアマ本因坊の二子局が行われた。この時は、解説者と聞き手が大盤で解説を行う形で放送された。その後何回か試験的な放送がされ、1962年度第10回から本棋戦もテレビでの放送に切り替えられた。1965年には初級者コーナーが作られ、出場者も16名となり、持時間も15分となった。
解説者は初期には長谷川章、棋譜読み上げは本田幸子が務めた。
出場人数は下記：
第1 - 13回：8人
第14 - 24回：16人
第25 - 28回：26人
第29回 - ：50人

## 方式
本戦には棋士50名が出場する。対局はNHKのテレビスタジオで収録され、その模様が毎年4月から翌年3月にかけて毎週1局ずつ放送される。

### シード
抽選時（前年12月末時点）において下記の条件を満たす者はシードとなる。シード順は以下の通り（2023年度現在）。なお出場棋士は前年度優勝・準優勝者を除き日本棋院・関西棋院の棋士に振り分けられる。
1. 前年度優勝・準優勝者（確定2回戦シードでさらに決勝まで直接対決しないようにトーナメント表が組まれる）
2. 名誉NHK杯選手権者（坂田栄男の引退後は該当者なし）
3. 七大タイトル保持者（確定2回戦シード）
4. 女流タイトル保持者4名（1回戦からの出場）
5. タイトル戦における賞金獲得上位者

### 対局ルール
先後（先手・後手）の決定は全局ニギリで行う。
互先で先番に6目半のコミが課される。持ち時間は無く、一手30秒の秒読み。ただし途中1分単位で任意の10分間の考慮時間が設けられている。

## 名誉NHK杯選手権者
本棋戦を通算10回優勝すると、七大タイトル戦の名誉称号に相当するものとして、「名誉NHK杯選手権者」（名誉NHK杯）の称号が贈られる。2022年度終了時点で、名誉NHK杯選手権者の称号獲得者は坂田栄男（優勝11回）のみである（2012年に羽生善治が将棋の名誉NHK杯となるまでは囲碁将棋を通して唯一の称号獲得者だった）。
なお、坂田がNHK杯で打つ際は現在の選手権者同様、坂田名誉本因坊（二十三世本因坊）ではなく、坂田名誉NHK杯選手権者と呼ばれていた。
| 棋士     | 期   | 連覇  | 年                                   |
| -------- | ---- | ----- | ------------------------------------ |
| 坂田栄男 | 11期 | 3連覇 | 1957-59、61-62、64-65、72、76-77、82 |

## 優勝記録
第70回（2022年度）までの最多優勝は坂田栄男の11回であり、次いで大竹英雄、依田紀基、結城聡が5回優勝している。
連覇したのは坂田、依田、結城、井山裕太、一力遼の5人。また坂田、依田、結城は三連覇も達成している。
最年長優勝は第29回（1981年度）の坂田（当時62歳）、最年少優勝は第62回（2014年度）の伊田篤史（当時20歳）である。

### 歴代優勝者
称号・段位は当時のもの。かっこ内数字は、その時点での通算優勝回数。
| 回 | 年度   | 優勝 (優勝回数)   | 準優勝        | ベスト4      | ベスト4      | 備考 |
| -- | ------ | ----------------- | ------------- | ------------ | ------------ | ---- |
| 1  | 1953年 | 島村俊廣          | 高川格        |              |              |      |
| 2  | 1954年 | 岩本薫            | 藤沢朋斎      |              |              |      |
| 3  | 1955年 | 橋本宇太郎        | 坂田栄男      |              |              |      |
| 4  | 1956年 | 坂田栄男          | 藤沢朋斎      |              |              |      |
| 5  | 1957年 | 坂田栄男NHK杯(2)  | 木谷実        |              |              |      |
| 6  | 1958年 | 坂田栄男NHK杯(3)  | 高川格        |              |              |      |
| 7  | 1959年 | 木谷実            | 藤沢朋斎      |              |              |      |
| 8  | 1960年 | 坂田栄男(4)       | 木谷実        |              |              |      |
| 9  | 1961年 | 坂田栄男NHK杯(5)  | 橋本宇太郎    |              |              |      |
| 10 | 1962年 | 橋本宇太郎(2)     | 藤沢秀行      |              |              |      |
| 11 | 1963年 | 坂田栄男(6)       | 藤沢秀行      |              |              |      |
| 12 | 1964年 | 坂田栄男NHK杯(7)  | 宮下秀洋      |              |              |      |
| 13 | 1965年 | 高川秀格          | 藤沢秀行      |              |              |      |
| 14 | 1966年 | 橋本昌二          | 藤沢朋斎      |              |              |      |
| 15 | 1967年 | 大竹英雄          | 橋本昌二      |              |              |      |
| 16 | 1968年 | 藤沢秀行          | 藤沢朋斎      |              |              |      |
| 17 | 1969年 | 林海峰            | 坂田栄男      |              |              |      |
| 18 | 1970年 | 大竹英雄(2)       | 石田芳夫      |              |              |      |
| 19 | 1971年 | 坂田栄男(8)       | 大竹英雄NHK杯 |              |              |      |
| 20 | 1972年 | 大竹英雄(3)       | 橋本昌二      |              |              |      |
| 21 | 1973年 | 林海峰(2)         | 加藤正夫      |              |              |      |
| 22 | 1974年 | 大竹英雄(4)       | 武宮正樹      |              |              |      |
| 23 | 1975年 | 坂田栄男(9)       | 呉清源        |              |              |      |
| 24 | 1976年 | 坂田栄男NHK杯(10) | 武宮正樹      |              |              |      |
| 25 | 1977年 | 林海峰(3)         | 大平修三      |              |              |      |
| 26 | 1978年 | 東野弘昭          | 高木祥一      |              |              |      |
| 27 | 1979年 | 橋本昌二(2)       | 趙治勲        |              |              |      |
| 28 | 1980年 | 藤沢秀行(2)       | 高木祥一      |              |              |      |
| 29 | 1981年 | 坂田栄男(11)      | 杉内雅男      |              |              |      |
| 30 | 1982年 | 趙治勲            | 大竹英雄      |              |              |      |
| 31 | 1983年 | 本田邦久          | 武宮正樹      |              |              |      |
| 32 | 1984年 | 橋本昌二(3)       | 石田芳夫      |              |              |      |
| 33 | 1985年 | 小林光一          | 武宮正樹      |              |              |      |
| 34 | 1986年 | 石田芳夫          | 林海峰        |              |              |      |
| 35 | 1987年 | 加藤正夫          | 王立誠        |              |              |      |
| 36 | 1988年 | 武宮正樹          | 小林覚        |              |              |      |
| 37 | 1989年 | 石田芳夫(2)       | 大竹英雄      |              |              |      |
| 38 | 1990年 | 依田紀基          | 王銘琬        |              |              |      |
| 39 | 1991年 | 趙治勲(2)         | 王立誠        |              |              |      |
| 40 | 1992年 | 依田紀基(2)       | 加藤正夫      |              |              |      |
| 41 | 1993年 | 大竹英雄(5)       | 加藤正夫      |              |              |      |
| 42 | 1994年 | 小林覚            | 清成哲也      |              |              |      |
| 43 | 1995年 | 趙治勲(3)         | 小林覚NHK杯   |              |              |      |
| 44 | 1996年 | 王立誠            | 小林光一      |              |              |      |
| 45 | 1997年 | 依田紀基(3)       | 本田邦久      |              |              |      |
| 46 | 1998年 | 依田紀基NHK杯(4)  | 東野弘昭      |              |              |      |
| 47 | 1999年 | 依田紀基NHK杯(5)  | 今村俊也      |              |              |      |
| 48 | 2000年 | 石田芳夫(3)       | 趙治勲        |              |              |      |
| 49 | 2001年 | 張栩              | 羽根直樹      |              |              |      |
| 50 | 2002年 | 三村智保          | 王立誠        |              |              |      |
| 51 | 2003年 | 小林光一(2)       | 趙治勲        |              |              |      |
| 52 | 2004年 | 張栩(2)           | 依田紀基      |              |              |      |
| 53 | 2005年 | 羽根直樹          | 今村俊也      |              |              |      |
| 54 | 2006年 | 趙治勲(4)         | 結城聡        |              |              |      |
| 55 | 2007年 | 張栩(3)           | 趙治勲NHK杯   |              |              |      |
| 56 | 2008年 | 結城聡            | 武宮正樹      |              |              |      |
| 57 | 2009年 | 結城聡NHK杯(2)    | 井山裕太      |              |              |      |
| 58 | 2010年 | 山田規三生        | 依田紀基      |              |              |      |
| 59 | 2011年 | 結城聡(3)         | 羽根直樹      |              |              |      |
| 60 | 2012年 | 結城聡NHK杯(4)    | 井山裕太      |              |              |      |
| 61 | 2013年 | 結城聡NHK杯(5)    | 河野臨        |              |              |      |
| 62 | 2014年 | 伊田篤史          | 一力遼        |              |              |      |
| 63 | 2015年 | 張栩(4)           | 寺山怜        |              |              |      |
| 64 | 2016年 | 井山裕太棋聖      | 一力遼        |              |              |      |
| 65 | 2017年 | 井山裕太NHK杯(2)  | 志田達哉      |              |              |      |
| 66 | 2018年 | 一力遼            | 井山裕太NHK杯 |              |              |      |
| 67 | 2019年 | 井山裕太棋聖(3)   | 一力遼NHK杯   |              |              |      |
| 68 | 2020年 | 一力遼二冠(2)     | 余正麒八段    |              |              |      |
| 69 | 2021年 | 一力遼NHK杯(3)    | 高尾紳路九段  |              |              |      |
| 70 | 2022年 | 関航太郎天元      | 一力遼NHK杯   | 鶴山淳志八段 | 許家元十段   |      |
| 71 | 2023年 | 一力遼棋聖(4)     | 芝野虎丸名人  | 志田達哉八段 | 井山裕太王座 |      |
| 72 | 2024年 | 余正麒八段        | 井山裕太王座  | 平田智也八段 | 佐田篤史七段 |      |

### 優勝回数
| 順位 | 棋士     | 回数 |
| ---- | -------- | ---- |
| 1    | 坂田栄男 | 11回 |
| 2    | 大竹英雄 | 5回  |
| 2    | 依田紀基 | 5回  |
| 2    | 結城聡   | 5回  |
| 3    | 趙治勲   | 4回  |
| 3    | 張栩     | 4回  |
| 3    | 一力遼   | 4回  |

### その他記録
- 初出場優勝（第1回優勝者の島村俊廣を除く）
  - 大竹英雄（第15回、当時25歳）
  - 張栩（第49回、当時22歳）
  - 伊田篤史（第62回、当時20歳）

- 最低段優勝
  - 張栩（七段）

## テレビ放送
将棋トーナメント同様、原則として事前収録の録画放送である。収録は、東京都渋谷区のNHK放送センターで原則として隔週月曜の午前と午後に各1局ずつ行われ、収録の約1ヶ月後に放映される。
- 手数が長くなった場合、考慮時間や秒読みの時間が大幅にカットされる。かつては番組終盤で聞き手が「（熱戦が続いていますが、）この対局は放送時間を（大幅に）超えて打たれました。この後、しばらく手順のみご覧ください」との旨を述べてから、別撮影の盤面で手順のみ放送し、終局直前まで進むと聞き手が「それでは再び終局直前の様子をご覧ください」との旨を述べ、再び対局の様子を放送した。1990年代中盤頃までは終盤を割愛することもしばしばあった。
- 第57回（2009年度）の途中からはオープニングでの司会者の挨拶が廃止され、オープニング映像が終わると即座に先手と後手を決めるニギリが行われて対局が開始されるようになった（カメラ位置の関係から、ニギリの結果によっては、先後が席を入れ替わることもある）。だが第59回（2011年度）からはオープニングでの司会者の挨拶が復活し、代わりにニギリの場面は省略されるようになった。第58回（2010年度）と59回では、両対局者の対局前のインタビューも放送された。
- 対局の序盤では司会者が両者のこれまでの対戦成績を口頭で紹介。1994年度（第42回） - 1995年度（第43回）、2011年度（第59回）では画面情報で紹介していた。
- 放送時間より早く対局が終わった場合は時間になるまで局後の検討を行うことが多い。時間の余りが多い場合には、過去の対局のVTRを解説付きで放映することがある。
- 現行のテーマ音楽は2021年度（第69回大会）より使用。一世代前の現行の番組のテーマ音楽（ストリングスを用いた優しく厳かな曲調）は1994年度（第42回大会）から2020年度（第68回大会）まで使用された。1980年代から1993年度（第41回大会）まではシンセサイザーを用いたにぎやかな曲調のテーマ音楽であった。
- 番組のオープニング映像は、1996年度（第44回大会）から2009年度（第57回大会）まで、優勝カップをバックに歴代の優勝者の写真を表示していた。なお、2002年度（第50回大会）のみ、前年度の第49回大会で優勝した張栩七段の写真が表示された。
- 第44回（1996年度）まで、将棋トーナメント同様畳敷きの和室のスタジオセットの上に座って対局が行なわれたが、第45回（1997年度）より、囲碁の国際化に合わせて椅子対局に変更された。なお、対局に使われるテーブルは、通常の六寸盤をはめ込むための穴が開けてある特殊なものとなっている。
- 画面では黒番の対局者が左側、白番の対局者が右側に来る様になっている。
- 第61回（2013年度）から第68回（2020年度）まで、番組終了前に「私の一手」というコーナーが放送された。対局の放送終了後、勝者が大盤解説室の碁盤に石を並べ、勝利につながった手や、自分がいい手だったと思った自分の手を紹介する。これに伴い終了時の「終 制作・著作/NHK」も「私の一手」のコーナー終了時に表記されるようになった[注 3]。
- 第68回（2020年度）から、字幕放送を実施。字幕の色分けは、司会者（聞き手）が黄色、解説者が水色、棋譜読み上げ係が緑色、記録係含むその他出演者は白で表示される。
- 第68回（2020年度）は新型コロナウイルス感染症の流行 によりNHKが4月7日（改正・新型インフルエンザ等対策特別措置法に基づく緊急事態宣言が発令された日）に「ニュースなどを除いて外部からの出演者を入れた収録や生放送を当面見合わせる」と発表した為[1]。5月10日放送の1回戦第6局山田規三生‐今村俊也戦を最後に収録ストックが切れ、5月17日よりアンコール放送で繋いでいた。6月7日の1回戦第7局林漢傑‐瀬戸大樹戦より放送再開[2]。再開後、大盤解説者と聞き手は間隔を開けるため、画面には解説者のみが映り、対局室は対局者と棋譜読み上げ・記録係の間にアクリル板が設置された。なお1回戦のうち以下の2局については深夜帯に放送し、トーナメント表の変更は行わない。
  - 第16局：王銘琬-横塚力：8月8日(土） 0:50 - 2:20(7日 24:50 - 26:20)
  - 第18局：結城聡-孫喆：8月15日（土） 0:50 - 2:20(14日 24:50 - 26:20)
- 第69回 (2021年度)は「2020年東京オリンピック」及び「2020年東京パラリンピック」の影響で、1回戦及び2回戦の一部の対局が深夜に放送された[3][4]。
- 他社のインターネット配信番組でAIによる形勢判断が好評であることや初心者にどちらの棋士が優勢なのかを分かりやすく説明するために、本番組でも第69回（2021年度）からAIによる形勢判断が画面上部に表示されるようになった[5]。翌年度の第70回からはAI形勢表示に加え、1手ごとに「(先後の)手番」と「AI候補手」(3つまで)が表示されるようになった[注 4]。

### 決勝戦
決勝戦の放送では司会をNHKアナウンサーが務め、番組冒頭、トーナメント表で勝ち上がりの結果を大まかに伝える。その後、アナウンサーが解説者と聞き手の紹介を行う。アナウンサーが聞き手に番組の進行を引き渡した以降は決勝戦以外の対局と実質的には同じである。番組最後の部分では準優勝者に賞状、優勝者にNHK杯（優勝カップ）と賞状が贈呈される様子を放送し、それぞれの対局者が感想を語る。最後に司会者が次期の放送予定を伝えて番組は終わる。

### 歴代の司会者
- 放送開始 - 1983年度：大橋俊雄
- 1984 - 1993年度：小川誠子（一時真門和子が担当）
- 1994 - 1995年度：原幸子
- 1996 - 1997年度：梅沢由香里
- 1998 - 1999年度：穂坂繭
- 2000 - 2001年度：稲葉禄子
- 2002 - 2003年度：万波佳奈
- 2004 - 2005年度：青葉かおり
- 2006 - 2008年度：中島美絵子
- 2009 - 2011年度：万波奈穂
- 2012 - 2014年度：下坂美織
- 2015 - 2018年度：長島梢恵
- 2019 - 2023年度：星合志保
- 2024年度–：安田明夏

## エピソード
アタリに突っ込む
- 第54回（2006年度）の1回戦（2006年4月放送）、中野泰宏九段と石田芳夫九段が対局。中盤、石田に見損じがあり、ヨセに入った段階では黒番の中野が優勢と目されていた[注 6]。ところが271手目、中野が自らの石のダメを詰め、5子を取られに行くという大失着を犯し、左辺の大石が全て取られた中野は投了した。その際解説の小林光一は「あれ… あっ、えっ！ えええっ！ …いやいやいやいやいや、いや～！」「いや～、いや凄い見損じだなこれは…」と驚きの声を上げた。
- その後この事件は関西棋院発行の囲碁かるたにも「アタリに突っ込むプロもいる」として詠まれた。のちに中野は「目算に集中していて、正しい手を打ったつもりだったが間違えた」「石田先生には本当に申し訳ないことをした」と言っており、関西棋院による自身の棋士紹介ページにも「アタリ事件を忘れないでください」と書いていた時期があった。

名人が欠場
- 依田紀基は第50回（2002年度）、名人位にあったにもかかわらず出場していない。これは、依田がよく対局日に寝坊をし、時間に遅れて来るためと説明されたが、後にこのことで依田とNHK側で主張の食い違いがありトラブルになった。しかしその後和解し、第52回（2004年度）には準優勝を果たしている。

石の下
- 第58回（2010年度）の2回戦、今村俊也九段対村川大介七段の対局。黒の今村が中盤まで有利に進め、黒優勢と目されていた。ヨセに入り、途中村川が時間つなぎと思われるキリを打った。そこから、今村が白4子を取った後に村川がキリを入れ、黒の4子がまた取り返されるという「石の下」が発生。石の下は典型的な手筋としてよくある形ではあるが、実戦で発生することは大変稀で、解説の横田茂昭は「実戦で見たのは初めてですね」と驚いた。ここから形勢が逆転し、白の3目半勝ちとなった。

年長記録
- NHK杯テレビ将棋トーナメントの本戦出場最年長記録は有吉道夫の74歳であるが、囲碁では坂田栄男が引退まで名誉NHK杯として出場しており、最後に出場した1999年時点で79歳という記録を持っている。

喫煙
- 坂田栄男や藤沢秀行などは、対局中喫煙することがあった[注 7]。
- 第47回（1999年度）には宮沢吾朗が喫煙し、その際「LARK」のパッケージが画面に映された。

不戦勝
- 第71回（2023年度）の3回戦で、勝ち上がりの大西竜平七段が11月10日付けで休場。対戦予定だった河野臨九段が準々決勝に進出。

## 備考
- 2004年10月24日放送予定分は新潟県中越地震に伴う安否確認放送の為、25日 3:00 - 5:00に放映され更に31日 1:25 - 3:25に改めて再放送を行った。
- CSの囲碁将棋チャンネルでは『NHK杯テレビ囲碁トーナメント選』として1980年代のNHK杯テレビ囲碁トーナメントの対局を放送していた。